# لوکاس مالاکارنه
لوکاس مالاکارنه (انگلیسی: Lucas Malacarne؛ زادهٔ ۲۵ نوامبر ۱۹۸۸) بازیکن فوتبال اهل آرژانتین است.
از باشگاه‌هایی که در آن بازی کرده‌است می‌توان به باشگاه فوتبال ریور پلاته، اف‌سی دالاس، باشگاه فوتبال دینامو تیرانا، و باشگاه فوتبال دی‌سی یونایتد اشاره کرد.